# Dry Valley
Dry Valley (em português: Vale Seco) é uma região censitária no condado de Lincoln , estado do Nevada, nos Estados Unidos. Segundo o censo realizado em 2010, a referida região censitária tinha uma população de 78 habitantes.

## Geografia
A região censitária fica em  Dry Valley, uma bacia plana através do qual banha o vale de Meadow corre antes de terminar a sudoeste de Condor Canyon. A região censitária fica localizada a 14 quilómetros de Pioche e é alcançada pelo Echo Dam Road, que continua a leste outros 5 quilómetros para Echo Canyon State Park.
De acordo com o  U.S. Census Bureau, a região censitária de Dry Valley CDP tem uma superfície de 9,8 km2, todos de terra.